# 6650 Morimoto
6650 Morimoto este un asteroid din centura principală de asteroizi.

## Descriere
6650 Morimoto este un asteroid din centura principală de asteroizi. A fost descoperit pe 7 septembrie 1991 la Kitami de Kin Endate și Kazuro Watanabe. El prezintă o orbită caracterizată de o semiaxă mare de 2,60 ua, o excentricitate de 0,17 și o înclinație de 12,5° în raport cu ecliptica.